# CREATE
CREATE je příkaz DDL SQL, který slouží k vytváření databázových objektů. Všechny jeho možnosti se mohou lišit podle typu databáze, proto jsou v následujícím přehledu uvedena nejběžnější použití společná většině databázových platforem:
- CREATE TABLE pro vytvoření tabulky
- CREATE VIEW pro vytvoření pohledu
- CREATE INDEX pro vytvoření indexu
- CREATE PROCEDURE pro vytvoření uložené procedury

## Syntaxe

### Vytvoření tabulky
```
  
CREATE
 
TABLE
 
[
nazev_databaze
.]
nazev_tabulky

    
(
<
nazev
 
sloupce
>
 
<
datovy
 
typ
>

       
[
DEFAULT
 
<
konstantni
 
vyraz
>
]

       
[
NULL
 
|
 
NOT
 
NULL
]

       
[
<
omezeni
 
pro
 
sloupce
>
]

       
|
[
<
omezeni
 
pro
 
tabulku
>
]

       
[,...
n
]

    
)

```

Vytvoří tabulku obsahující uvedené sloupce a případně další parametry.

#### Vytvoření tabulky podle jiné (klonování struktury)
```
  
CREATE
 
TABLE
 
nova_tabulka
 
LIKE
 
existujici_tabulka
;

```

### Vytvoření pohledu
```
  
CREATE
 
VIEW
 
<
nazev
 
pohledu
>

  
AS

  
<
SELECT
 
prikaz
>

```

Vytvoří pohled na základě výběru dat z existující tabulky či tabulek. Specifikace výběru je zapsána klauzulí SELECT. K takto vytvořeným pohledům je možno vytvořit různá přístupová práva.

### Vytvoření indexu
```
  
CREATE
 
[
UNIQUE
]
 
[
CLUSTERED
 
|
 
NONCLUSTERED
]

  
INDEX
 
<
nazev
 
indexu
>
 
ON
 
<
nazev
 
tabulky
 
nebo
 
pohledu
>
(
<
nazev
 
sloupce
>
 
[
ASC
 
|
 
DESC
]
 
[,...
n
])

```

V zadané tabulce nebo pohledu vytvoří nový index založený na vyjmenovaných sloupcích.